# 소티리스 니니스
소티리스 니니스(그리스어: Σωτήρης Νίνης, 1990년 4월 3일 ~ )는 알바니아 히마라 출신의 그리스 축구 선수로서 포지션은 미드필더이다. 현재 볼로스 소속이다. 니니스는 그리스계 알바니아인으로 알바니아에서 태어났지만, 그리스 국적을 갖고 있다.

## 수상 경력

### 클럽
파나티네코스
- 수페르리가 엘라다: 2009-2010
- 그리스 컵:2009-2010

### 개인 수상
- 그리스 올해의 영플레이어:2007, 2010
- 2007 UEFA U-19 챔피언스리그 "주목해야할 이름" 베스트 11 선수
- 2007 UEFA U-19 챔피언스리그 은메달 (그리스)
- 2007 UEFA U-19 챔피언스리그 MVP
- 그리스 축구 국가대표팀 역대 가장어린 득점선수
- 파나티네코스 역대 가장어린 득점선수